# Serravalle (San Marino)
Serravalle je město (italsky: castello neboli hrad) a také samosprávná obec v malém evropském státu San Marino. S 10 219 obyvateli (z toho asi 2000 lidí pochází ze zahraničí) a rozlohou 10,53 km2 je to největší a také nejhustěji zalidněné město republiky, avšak je to způsobeno tím, že do jeho území patří i město Dogana, které je součástí tohoto castello. Serravalle se nachází na okraji Apenin.

## Historie
Nejstarší dochovaný dokument o městu pochází z roku 962. V této době se město jmenovalo Castrum Olnani (vesnice jilmů). Serravalle se připojilo k republice San Marino v roce 1463, během poslední změny území státu. Aktuální název města je odvozen od italských slov serra (horský hřeben) a valle (údolí). Ve městě se nachází hrad postavený rodem Malatestů z Rimini.

## Geografie

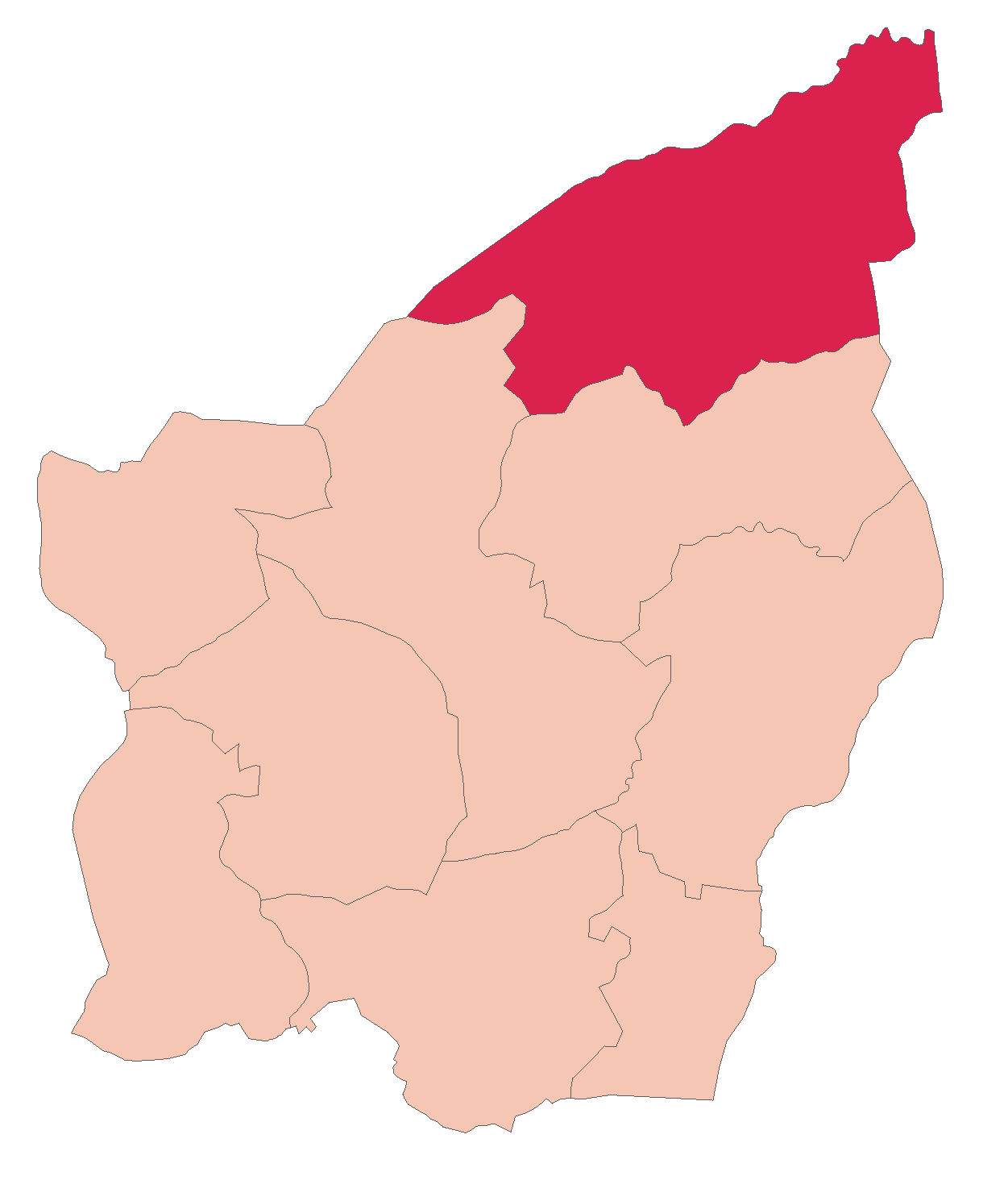
Poloha Serravalle v San Marinu

Serravalle sousedí se sanmarinskými obcemi Domagnano, Borgo Maggiore a s italskými obcemi Verucchio, Rimini a Coriano.

### Klima
U města se nachází meteorologická stanice Galazzano.

### Obce
Součástí území města jsou i tyto obce (italsky: curazie):
- Cà Ragni
- Cinque Vie
- Dogana
- Falciano
- Lesignano
- Ponte Mellini
- Rovereta
- Valgiurata

## Správa
Vedení města zajišťuje jednadvacetičlenná Městská rada volená občany každé čtyři roky. V čele rady je na dva roky volený kapitán, tzv. Capitano di Castello, což je vlastně starosta města.
| Období                                | Kapitán                | Strana       |
| ------------------------------------- | ---------------------- | ------------ |
| 13. prosinec 1998 – 30. listopad 2003 | Luciana Guidi          | Lista civica |
| 30. listopad 2003 – 19. červen 2006   | Gian Carlo Capicchioni | Lista civica |
| 19. červen 2006 – 22. prosinec 2008   | Filippo Tamagnini      | Lista civica |
| 22. prosinec 2008 – 7. červen 2009    | Luciana Guidi          | Lista civica |
| 7. červen 2009 - nyní                 | Leandro Maiani         | Lista civica |

## Sport
V Serravalle se nachází Olympijský stadion, který však slouží jen pro fotbalové zápasy. Také tu sídlí Sanmarinský olympijský výbor (italsky: Comitato Olimpico Nazionale Sammarinese). Jsou zde tři fotbalové týmy: SS Cosmos, SS Folgore Falciano Calcio, a AC Juvenes/Dogana.

## Zajímavá místa, rekreace
- Chiesa di Sant Andrea - kostel postavený roku 1824 Luigim Fontim
- Stadio Olimpico neboli Olympijský stadion
- Maranello Rosso - muzeum automobilů Ferrari a Abarth
- Sportovní centrum

## Partnerská města
- Chiusi della Verna, Itálie